# Aleiodes sonorensis
Aleiodes sonorensis är en stekelart som först beskrevs av Cameron 1887.  Aleiodes sonorensis ingår i släktet Aleiodes och familjen bracksteklar. Inga underarter finns listade i Catalogue of Life.